# Merijn Scheperkamp
Merijn Scheperkamp (ur. 6 marca 2000 w Hilversum) – holenderski łyżwiarz szybki, dwukrotny medalista mistrzostw świata.

## Kariera
Podczas mistrzostw świata juniorów w Baselga di Pinè w 2019 zdobył złoto w sprincie drużynowym, srebro w starcie masowym i brąz w biegu drużynowym.
Na mistrzostwach świata na dystansach w Heerenveen w 2023 zdobył srebrny medal w sprincie drużynowym. Zajął tam także piąte miejsce w biegu na 500 m.
Zdobył też brązowy medal w sprincie drużynowym na mistrzostwa świata w wieloboju sprinterskim w Inzell w 2024.
Ponadto wywalczył między innymi złoto w sprincie drużynowym na mistrzostwach Europy na dystansach w Heerenveen w 2022 i wieloboju sprinterskim na mistrzostwach Europy w wieloboju sprinterskim w Hamar rok później. 